# Aneurisma dell'aorta addominale
L'aneurisma dell'aorta addominale (AAA) è una dilatazione anomala localizzata nell'aorta addominale tale che il diametro è maggiore di 3 cm o più del 50% rispetto al normale.
Solitamente tale condizione non comporta nessun sintomo eccetto quando l'aneurisma si rompe o si trombizza ostruendosi. Talvolta si può accusare dolore addominale, dolore alla schiena o alle gambe.
Gli aneurismi di grandi dimensioni possono essere talvolta sentiti premendo sull'addome. La rottura può causare un forte dolore addominale o alla schiena, una bassa pressione arteriosa o una repentina perdita di coscienza.
Gli AAA si verificano più comunemente in coloro che hanno superato i 50 anni di età, nel sesso maschile e tra coloro che hanno una storia familiare della condizione. Altri fattori di rischio sono il fumo,  l'alta pressione sanguigna e altre malattie del cuore o dei vasi sanguigni. Condizioni genetiche che aumentano il rischio, includono la sindrome di Marfan e la sindrome di Ehlers-Danlos. Gli AAA sono la forma più comune di aneurisma aortico. Circa l'85% si verifica nel tratto dell'aorta sotto i reni e il restante sopra o a livello dei reni. Negli Stati Uniti agli uomini tra i 65 e i 75 anni fumatori o ex fumatori viene raccomandato uno screening mediante ecografia. Nel Regno Unito lo screening è consigliato a tutti gli uomini sopra i 65 anni. Una volta che viene identificato un aneurisma, in genere, si decide di eseguire altre ecografie ad intervalli regolati per controllare l'evoluzione.
Altri metodi possono includere un trattamento dell'ipertensione, dell'ipercolesterolemia ed evitare di essere in sovrappeso. Il ricorso alla chirurgia è solitamente consigliata in coloro che hanno un aneurisma di dimensioni maggiori a 5,5 centimetri negli uomini e maggiori a 5,0 centimetri nelle donne. Altri motivi che consigliano l'intervento sono la presenza di sintomi e un rapido aumento delle sue dimensioni. L'operazione chirurgica può essere a torace aperto o tramite una riparazione endovascolare dell'aneurisma. Rispetto alla chirurgia a aperta, l'approccio endovascolare comporta un minor rischio di morte a breve termine e di una degenza ospedaliera più breve, ma non può essere sempre un'opzione attuabile. Non sembra esserci una differenza nei risultati a lungo termine tra le due metodiche. Tuttavia, sembra che con la procedura endovascolare vi sia una maggiore necessità di ripetere l'intervento.
Nel corso del 2013, gli aneurismi aortici hanno provocato 152 000 decessi, un dato in crescita rispetto ai 100 000 registrati nel 1990. Nei soli Stati Uniti nel 2009, gli AAA hanno causato tra i 10 000 e 18 000 decessi.

## Storia
Le prime notizie storiche riguardanti l'aneurisma dell'aorta addominale vengono dalla Roma antica del II secolo d.C., quando il chirurgo greco Antillo cercò di trattarlo con una legatura prossimale e distale seguita da una incisione centrale e con la rimozione di materiale trombotico dall'aneurisma. Tuttavia, i tentativi di trattare chirurgicamente la condizione non hanno avuto successo fino al 1923, quando Rudolph Matas eseguì la prima legatura aortica di successo su un essere umano. Altri metodi utilizzati con risultati positivi inclusero l'avvolgimento dell'aorta con cellophane di polietilene che induce fibrosi e limita la crescita dell'aneurisma. Albert Einstein è stato operato da Rudolph Nissen nel 1949 con l'utilizzo di questa tecnica ed è sopravvissuto fino a cinque anni dopo l'operazione: anche il suo decesso è dovuto alla rottura dell'aneurisma. La riparazione dell'aneurisma per via endovascolare è stata eseguita per la prima volta alla fine del 1980 ed è stato ampiamente adottata nei decenni successivi. La riparazione endovascolare fu usata per il trattamento della rottura di un aneurisma a Nottingham nel 1994.

## Epidemiologia
Negli USA, ogni anno muoiono circa 15,000 persone a causa della rottura di un aneurisma dell'aorta, con una netta predilezione per il sesso maschile. Il picco di incidenza negli uomini si ha intorno ai 70 anni di età, mentre molti studi condotti dimostrano che la prevalenza di AAA negli uomini di 60 anni è di circa il 2-6%, con un'altissima differenza tra i fumatori e i non fumatori (8 a 1) e tra sesso maschile e sesso femminile (4-6 a 1). La rottura di un AAA avviene nel 1-3% dei soggetti di sesso maschile di età uguale o superiore ai 65 anni, con una mortalità del 70-95%.

## Eziologia
Le cause esatte del processo degenerativo rimangono ancora in parte sconosciute. Tuttavia vi sono alcuni fattori di rischio ben definiti.
- Tabagismo: Oltre il 90% delle persone che sviluppano AAA hanno fumato tabacco in un periodo della propria vita.[24]
- Ipertensione e alcolismo: L'infiammazione causata dal prolungamento dell'assunzione di bevande alcoliche e dagli effetti dell'ipertensione che possono portare a emorroidi, varici esofagee e altre condizioni mediche sono situazioni ritenute di poter causare a lungo termine un aneurisma dell'aorta addominale.
- Influenza genetica: il fattore genetico è importante. L'aneurisma risulta essere più comune da 4 a 6 volte negli uomini che hanno un parente che ha sofferto dello stesso problema.[25] L'alto tasso di familiarità è maggiormente evidente negli uomini.[26] Vi sono diverse ipotesi circa quale sia l'esatto disordine genetico che causi questo aumento del rischio. Si ritiene che la deficienza dell'alfa 1-antitripsina possa essere un fattore cruciale; altri studi propongono a favore dell'ipotesi di una mutazione genetica legata al cromosoma X che potrebbe spiegare la bassa incidenza nelle femmine eterozigote. Altre ipotesi di una eziologia genetica sono state formulate.[19] Disordini relativi al tessuto connettivo, come la sindrome di Marfan e la sindrome di Ehlers-Danlos, sono state fortemente correlate con l'AAA.[18] Anche la policondrite ricorrente e pseudoxantoma elastico possono causare un aneurisma aortico addominale.[27]
- Aterosclerosi: Per lungo tempo l'ateroscelrosi è stata considerata esser causa dell'AAA, poiché le pareti dell'aneurisma sono spesso colpite pesantemente dalla condizione. Tuttavia, questa ipotesi non può essere utilizzata per spiegare il difetto iniziale e lo sviluppo dell'occlusione che si osserva durante il processo.[19]
- Altre possibili cause dello sviluppo di un AAA includono: infezioni, traumi e arterite.[18]

## Anatomia patologica

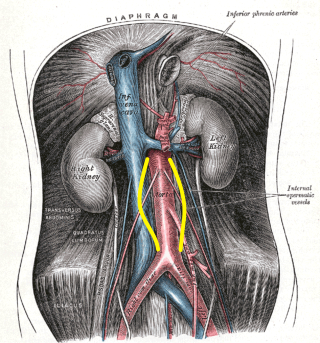
Rappresentazione anatomica dell'aorta addominale e dei limiti raggiungibili (in giallo) da una sacca aneurismatica

Il calibro dell'aorta sottoaddominale è 1,5-2 cm; quando è maggiore di una volta e mezzo questo valore (quindi 3 cm) si parla di aneurisma; se è compresa tra 2 e 3 cm si parla di ectasia.
Gli aneurismi dell'aorta addominale si localizzano generalmente distalmente alla biforcazione delle arterie renali e possono assumere un aspetto sacculato o fusiforme. Il diametro può raggiungere anche i 15 cm con una lunghezza variabile fino a 25 cm.
Se il processo patologico si continua caudalmente si può avere l'interessamento aneurismatico delle arterie iliache. Possono inoltre essere distinti 2 ulteriori tipi di AAA: gli aneurismi infiammatori dell'aorta addominali, caratterizzati da fibrosi e infiltrazione macrofagica ad eziologia ignota e gli aneurismi micotici dell'aorta addominale in cui la placca ateromasica viene infettata da microrganismi circolanti come la Salmonella, provocando un indebolimento della tonaca media e un'accelerazione del processo aneurismatico.

## Fisiopatologia e patogenesi
L'aorta addominale è la più coinvolta dall'aneurisma. Tale reperto può essere spiegato in base alle precipue condizioni idrodinamiche che caratterizzano il flusso ematico attraverso il segmento addominale dell'aorta.
Condizioni genetiche
La sindrome di Marfan aumenta il rischio di AAA, in accordo con la maggiore lassità del tessuto connettivo che caratterizza questi soggetti. Inoltre, soprattutto negli individui di genere maschile, si può riconoscere una certa familiarità per gli eventi critici aneurismatici
Condizioni emodinamiche

Schema che rappresenta la genesi del flusso turbolento in aorta addominale. Il regime laminare viene scompaginato dalla biforcazione delle arterie renali.

Il flusso nell'aorta toracica e nella prima sezione dell'aorta addominale è un flusso laminare, in accordo con la previsione stabilita dal calcolo del numero di Reynolds. Tuttavia, si può facilmente prevedere che distalmente alle arterie renali, che accolgono il 20% della gittata cardiaca, vi sia un certo grado di flusso turbolento provocato dallo scompaginamento operato dalla biforcazione di tali vasi sulle lamine di flusso(vedi immagine). Il flusso turbolento che si genera nella porzione distale alla biforcazione delle arterie renali rende disarmonico lo sviluppo della pressione idrostatica operata dalla colonna ematica; in particolare, un flusso turbolento genera una pressione sulla parete di svariate volte superiore rispetto a quella operata dalla flusso laminare, condizione che predispone e sostiene lo sfiancamento delle pareti aortiche. Non solo; mano a mano che il diametro in aorta aumenta, si ha un aumento della tensione radiale esercitata dalla pressione sanguigna in accordo con la legge di Laplace. Si consideri inoltre che con l'aumento del diametro del vaso, viene consensualmente ad aumentare una variabile che condiziona positivamente il numero di Reynolds; questo porta ad una turbolenza sempre maggiore, con progressione della malattia vascolare.
Condizioni anatomiche
La parete dell'aorta è vascolarizzata da capillari (vasa vasorum) che diminuiscono nel tratto sottorenale, che quindi risulta essere meno vascolarizzato. Con il tempo questo tratto è maggiormente predisposto a sclerosi con conseguente ulteriore diminuzione della perfusione (soprattutto per fattori di rischio quali diabete, ipertensione) e maggiore predisposizione allo sfiancamento.
Aterosclerosi
Per le precipue condizioni idrodinamiche che caratterizzano la circolazione all'interno dell'aorta addominale, questo tratto è maggiormente predisposto a fenomeni aterosclerotici che possono combinarsi in varia misura con un terreno genetico predisponente come in deficit di inibitori delle metalloproteinasi. L'aterosclerosi, oltre a provocare una riduzione della compliance aortica (un vaso più rigido e meno elastico non asseconda la pressione e tende a rompersi), è una condizione di rischio per lo sviluppo di trombosi che tendono a rivestire le pareti dell'aorta stessa.

## Clinica

### Segni e sintomi

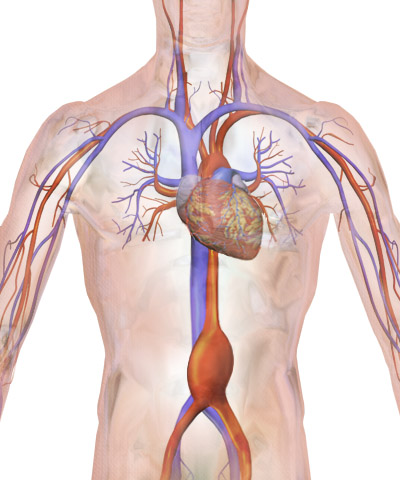
Disegno di un aneurisma aortico addominale.

L'aneurisma dell'aorta addominale è quasi sempre asintomatico; tuttavia se essi si espandono oltre una certa dimensione, possono portare dolore al torace, alla schiena o allo scroto ed essere visti durante un esame obiettivo come una massa pulsante in tutte le direzioni nella zona ombelicale sinistra. Quando un aneurisma diventa sintomatico, la sua rottura diviene probabile e quindi viene solitamente presa in considerazione l'indicazione chirurgica. La rottura dell'aneurisma si manifesta con nausea, talora vomito e dolore addominale diffuso che precedono la comparsa di una situazione di shock ipovolemico che, se non adeguatamente e tempestivamente trattato, porta rapidamente verso l'exitus.
Oltre alla rottura, le complicazioni possono essere una embolizzazione periferica, l'occlusione aortica acuta e la formazione di una fistola aorto-cavale (tra l'aorta e la vena cava inferiore) o aorto-duodenale (tra l'aorta e il duodeno). Un soffio continuo con rinforzo sistolico può essere auscultato nel caso di stenosi arteriosa renale o viscerale.

#### Rottura aortica
I segni e i sintomi di una rottura di un AAA possono includere un forte dolore nella parte bassa della schiena, ai fianchi, all'addome o all'inguine. L'emorragia può portare ad uno shock ipovolemico con pressione sanguigna bassa e una frequenza cardiaca veloce. Ciò può velocemente portare ad una sincope.
La mortalità in seguito a rottura di aneurisma aortico può arrivare fino al 90%. Tra il 65 e il 75% dei pazienti muore prima di raggiungere l'ospedale e fino al 90% muore prima di essere in sala operatoria. L'emorragia può essere retroperitoneale o nella cavità addominale. La rottura può anche creare una connessione tra l'aorta e l'intestino o con la vena cava inferiore. La formazione di una ecchimosi al fianco (dall'aspetto simile ad una contusione) è un segno di emorragia retroperitoneale ed è chiamato anche segno di Grey Turner.
Rottura dell'aneurisma aortico può essere scambiato con il dolore provocato da calcoli renali o dal mal di schiena.

### Diagnostica
In un contesto anamnestico ed obiettivo suggestivo, la diagnosi di aneurisma aortico addominale si fonda sull'ecografia e sulla tomografia computerizzata (TC) con e senza mezzo di contrasto, in grado di dare informazioni sull'estensione dell'aneurisma, sulla possibile rottura o dissecazione e sulla presenza di trombosi. L'esame TC prevede la somministrazione endovenosa di mezzo di contrasto (mdc) iodato ad alto flusso (generalmente almeno 4 ml/s): si parla di angio-TC. L'angio-TC permette di valutare la sede, le dimensioni e la morfologia (fusiforme o sacciforme) dell'aneurisma e le complicanze: rottura, dissecazione, fistola aorto-intestinale ed erosione di corpi vertebrali adiacenti. La fistola è la comunicazione che si realizza tra il vaso ed un viscere adiacente (generalmente il duodeno): la presenza di microbolle aeree in sede periaortica è un segno TC di fistola. L'erosione di un corpo vertebrale è una complicanza rara, ma può verificarsi quando l'aneurisma raggiunge grandi dimensioni: la lenta crescita può determinare alterazioni a carico dei somi vertebrali adiacenti. La rottura dell'aneurisma è la complicanza più temibile perché può essere fatale: all'esame angio-TC è possibile visualizzare lo spandimento di mezzo di contrasto (segno di sanguinamento attivo). L'angio-TC ha un ruolo importante nello staging preoperatorio perché permette di valutare anche la distanza tra il colletto prossimale dell'aneurisma e l'emergenza delle arterie renali e la distanza tra il colletto distale dell'aneurisma ed il carrefour aorto-iliaco. 
Radiografie all'addome possono mostrare la forma dell'aneurisma quando le sue pareti presentano calcificazioni, tuttavia questo è il caso di meno della metà di tutti gli aneurismi. L'ecografia viene utilizzata per individuare gli aneurismi e per determinare la dimensione di uno già conosciuto. Inoltre, è possibile rilevare il liquido peritoneale libero. L'ecografia non è un esame invasivo ed ha un'alta sensibilità, ma è una metodica operatore-dipendente che può essere ostacolata dal meteorismo intestinale e dall'habitus costituzionale (obesità) del paziente. Il principale vantaggio dell'ecografia è dato dal fatto che, a differenza dell'esame TC, non impiega radiazioni ionizzanti. La tomografia computerizzata ha una sensibilità di quasi il 100% per la diagnosi degli aneurismi ed è anche indispensabile per una corretta pianificazione preoperatoria, in quanto fornisce dettagli anatomici in grado di valutare la possibilità di una riparazione endovascolare. In caso di sospetto di rottura, la TC può anche rilevare in modo affidabile il fluido retroperitoneale. Altre tecniche alternative di imaging biomedico che possono essere utilizzate per la visualizzazione dell'aneurisma includono la risonanza magnetica e l'angiografia all'aorta.
Una rottura dell'aneurisma si verifica se lo stress meccanico supera il limite massimo della resistenza del vaso. Di conseguenza sono stati identificati il "picco di stress della parete" (PWS) e il "picco di rischio di rottura della parete" (PWRR) come i parametri più affidabili rispetto al diametro per valutare il rischio di un aneurisma. Particolari software medicali sono in grado di calcolare automaticamente questi indici in base ai date della tomografia computerizzata. Questo tipo di approccio biomeccanico ha dimostrato di prevedere con precisione la posizione di una eventuale rottura di un aneurisma aortico addominale.

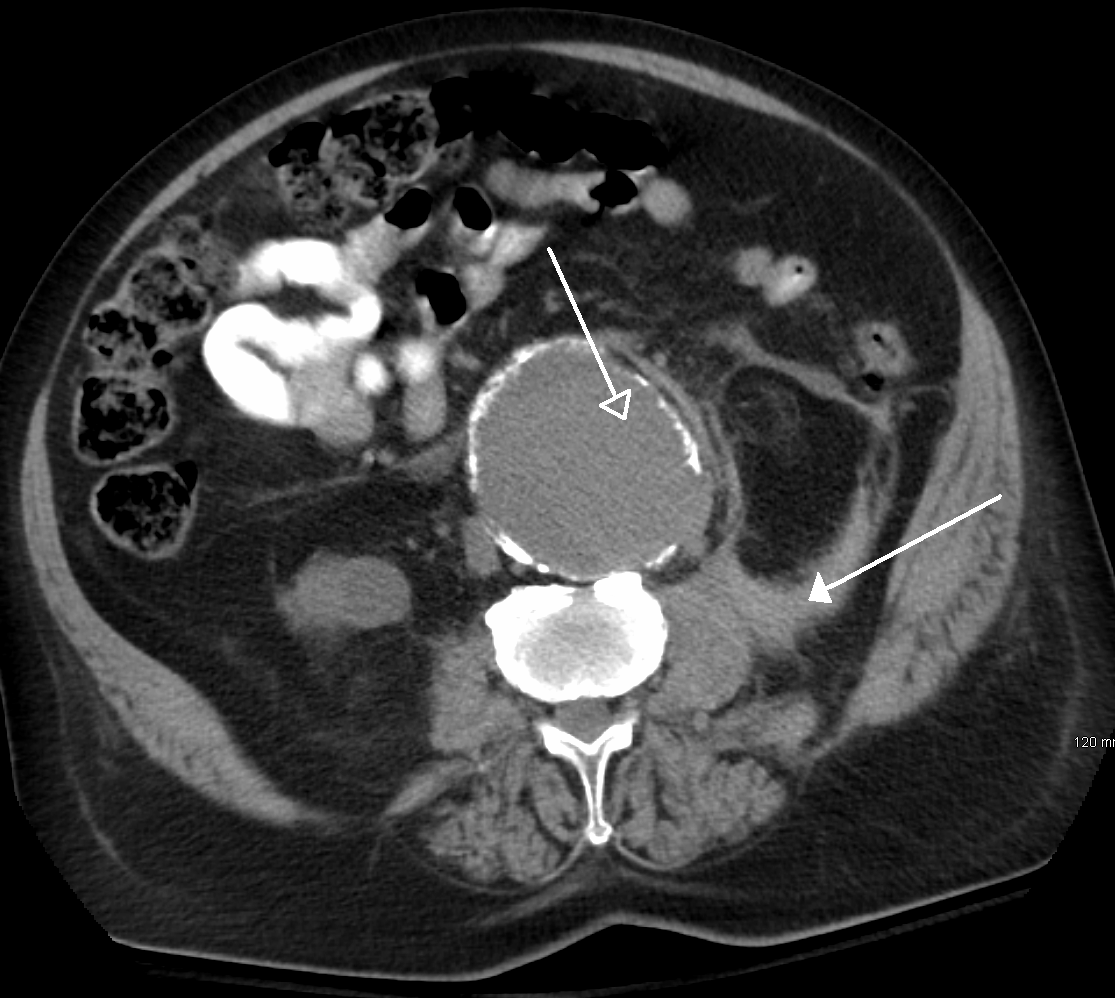
Immagine ottenuta tramite TC dove la freccia vuota indica una rottura di un AAA, mentre la freccia piena indica il flusso di sangue nell'addome
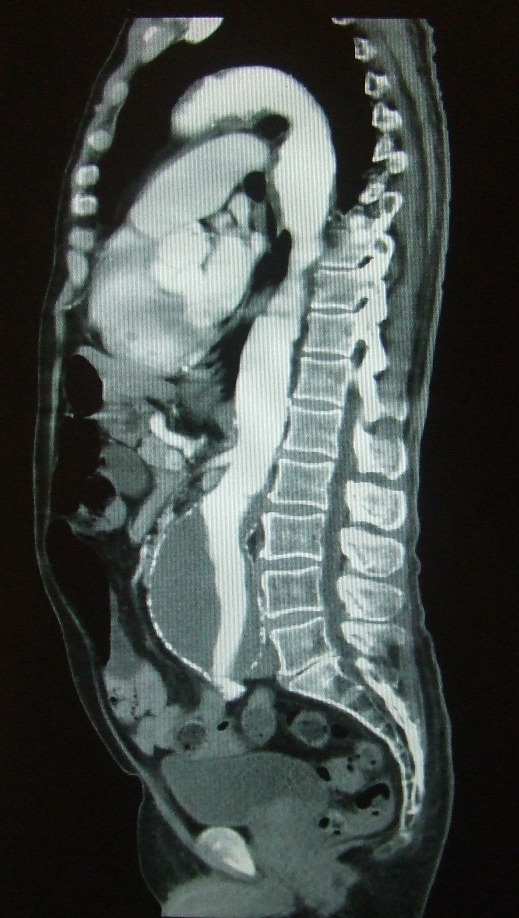
Immagine TC con mezzo di contrasto ricostruita in sagittale che mostra un importante aneurisma dell'aorta addominale. In particolare si noti la presenza di una estesa formazione trombotica che tappezza le pareti dell'aorta.
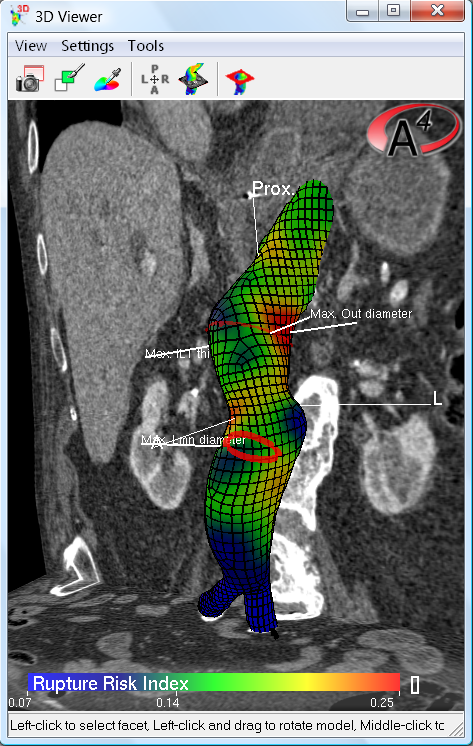
Predittore del rischio biomeccanico di rottura di un AAA
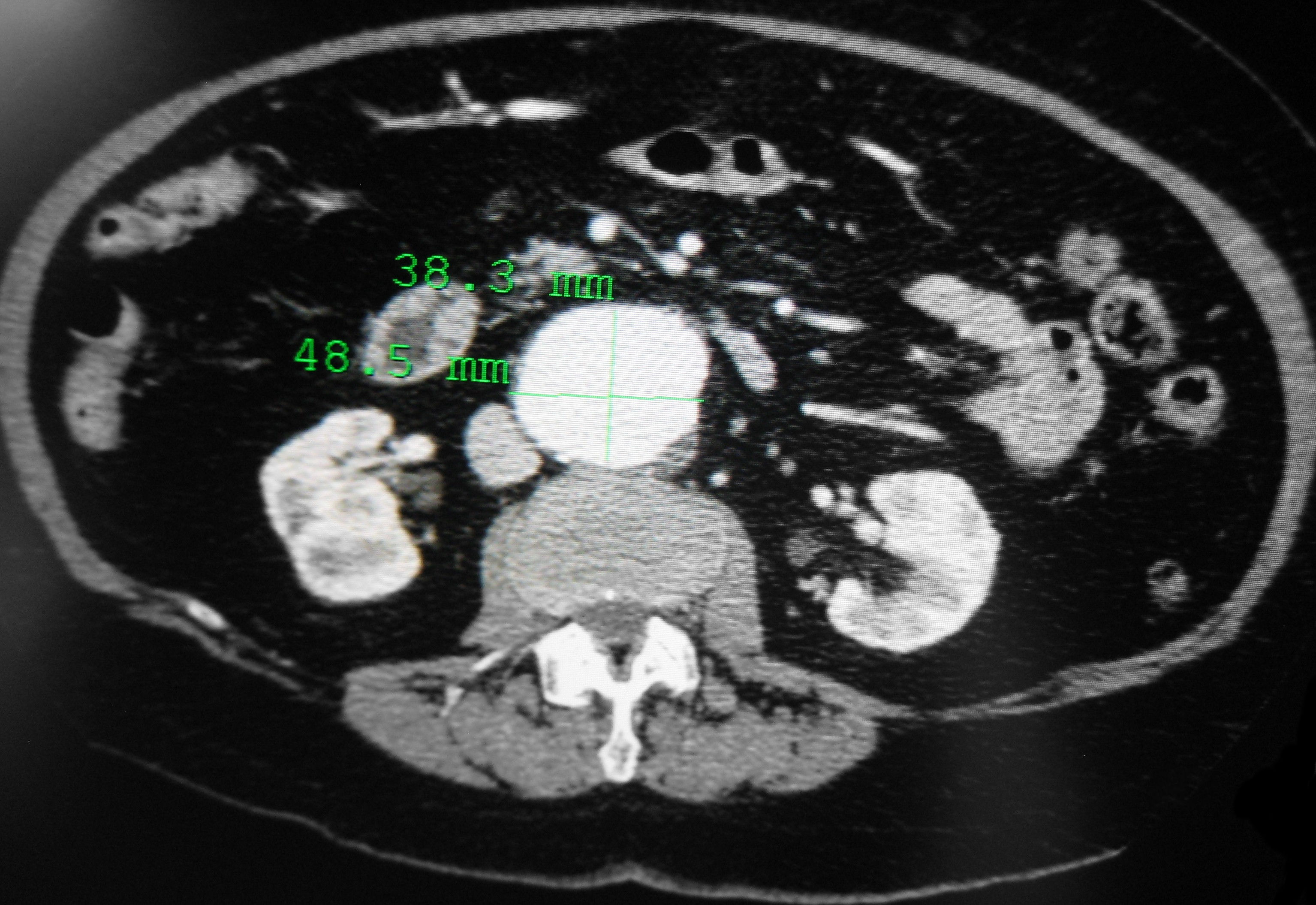
Un'immagine TC con mezzo di contrasto in assiale che mostra un aneurisma aortico addominale da 4,8 a 3,8 cm
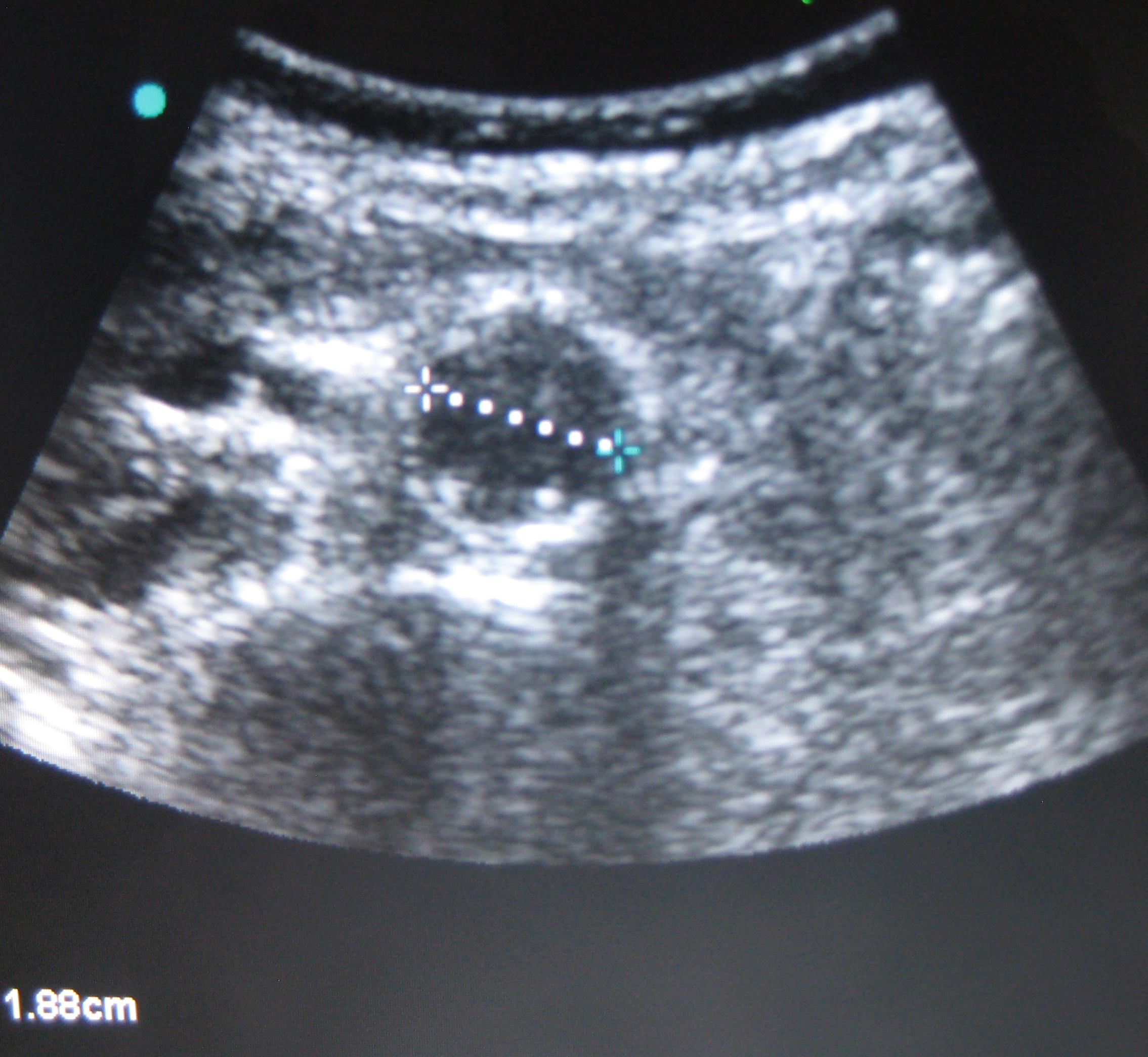
Immagine ecografica di una aorta normale con un calibro di 1,9 cm di diametro
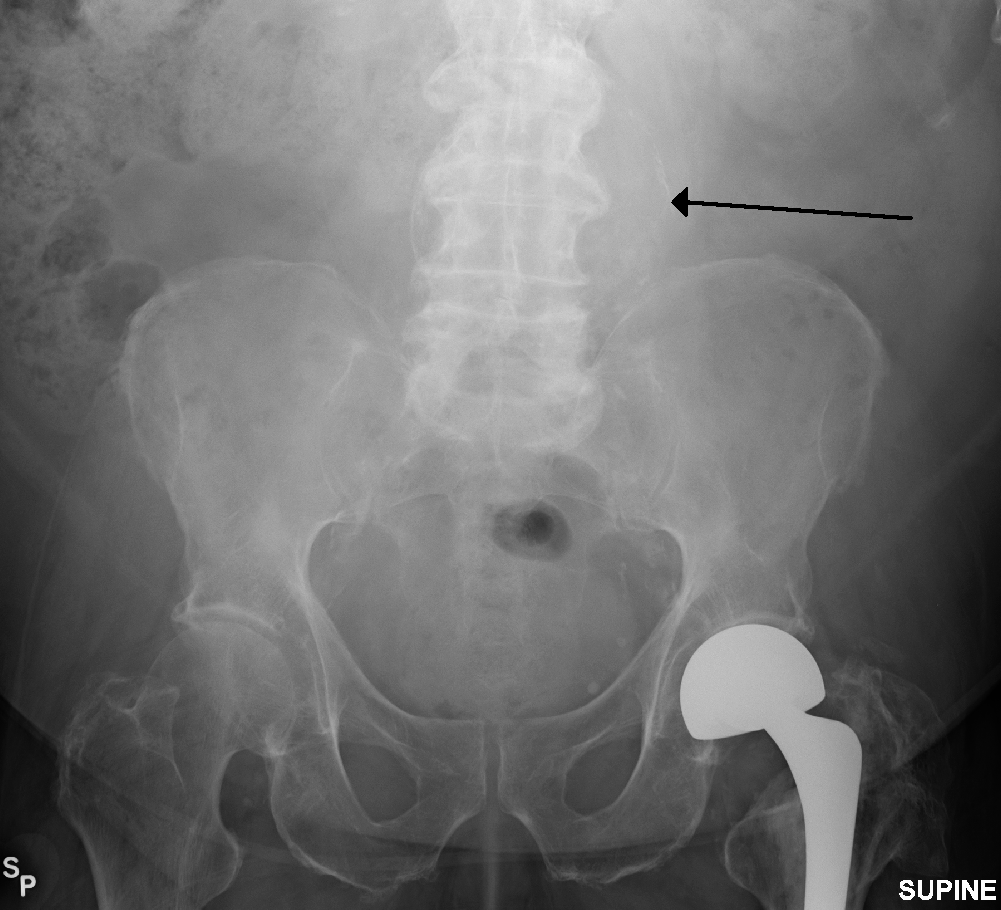
Un debole profilo calcificato dell'aorta visibile ad una radiografia
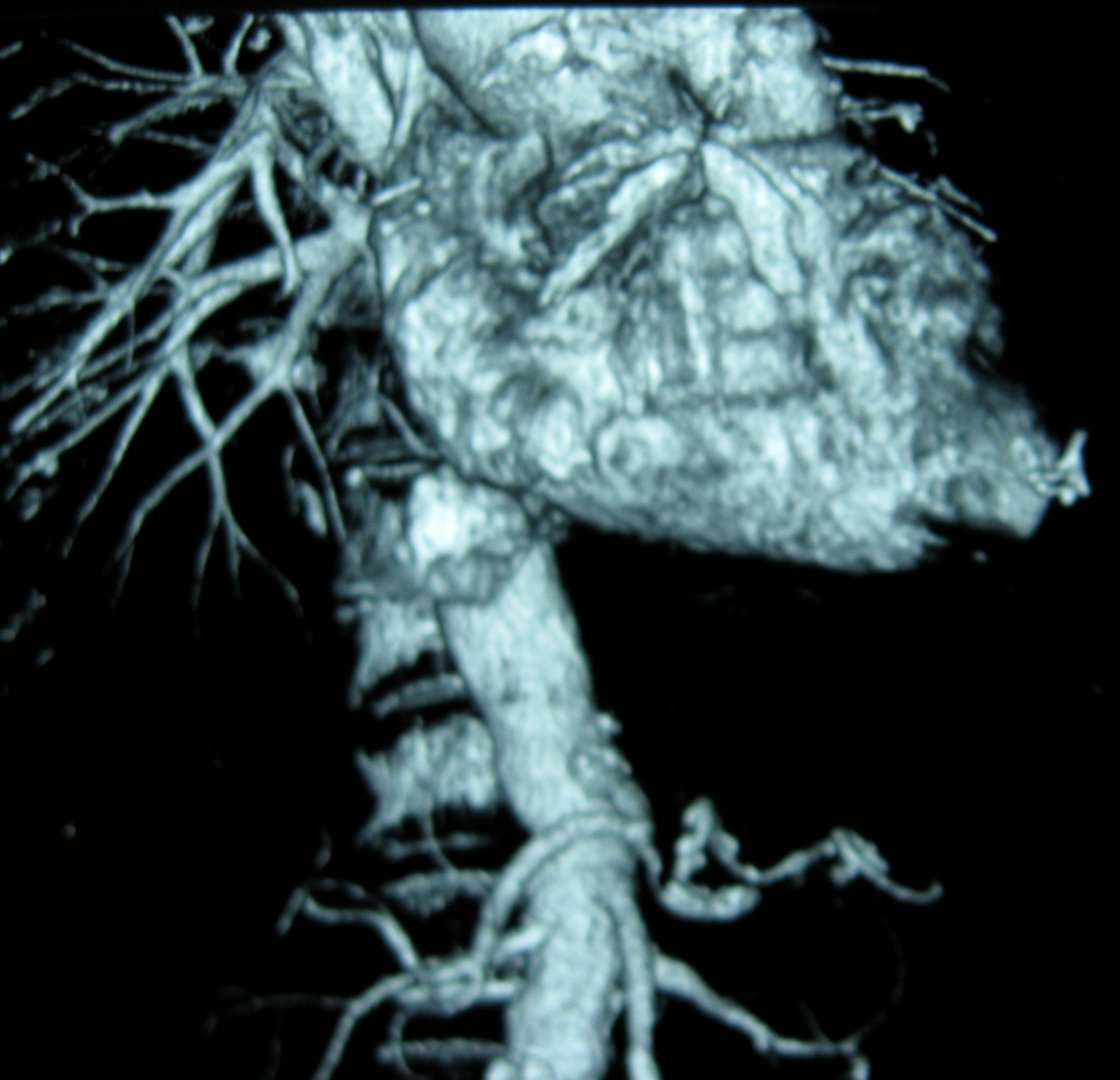
Immagine TC di un AAA di 4,1 cm.
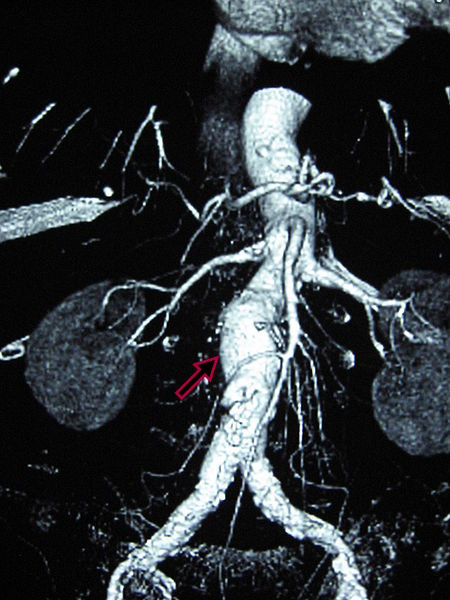
Aneurisma dell'aorta addominale (3,4 cm)

## Trattamento
Le opzioni di trattamento per gli aneurismi dell'aorta addominale asintomatici comprendono la gestione conservativa, la sorveglianza in vista di eventuale intervento di riparazione e la riparazione immediata. Attualmente vi sono due modalità di riparazione disponibili: riparazione chirurgica a cielo aperto (OR) e riparazione endovascolare. L'intervento è spesso raccomandato se l'aneurisma cresce più di 1 cm in un anno o se è più grande di 5,5 centimetri. La riparazione è indicata anche per gli aneurismi sintomatici.

### Trattamento conservativo
Il trattamento conservativo è indicato nei pazienti in cui la riparazione comporterebbe un alto rischio di mortalità e in coloro in cui la riparazione non migliorerebbe l'aspettativa di vita. Smettere di fumare è l'indicazione principale nel trattamento conservativo.
La sorveglianza è indicata nei piccoli aneurismi asintomatici (inferiori a 5,5 cm) dove il rischio della riparazione supera il rischio della rottura. Come l'aneurisma cresce del diametro aumenta anche il rischio di rottura. Si è dimostrato che mantenere una attenta sorveglianza dell'aneurisma fintanto che esso non ha raggiunto un diametro maggiore di 5,5 cm non comporta alcun rischio maggiore rispetto ad un intervento precoce.

### Terapia farmacologica
Nessuna terapia farmacologica è stata trovata per essere efficace nel ridurre il tasso di crescita o la probabilità di una rottura di AAA asintomatici. La pressione arteriosa e il livello dei lipidi devono comunque essere trattati se i loro valori risultano non corretti. Possono essere utili, ad esempio, i farmaci atti a diminuire i livelli della pressione sistemica come esmololo, calcio antagonisti e nitroprussiato (nelle situazioni di emergenza)

### Chirurgia
L'intervento chirurgico per un aneurisma dell'aorta addominale è conosciuto come la chirurgia AAA o riparazione AAA. Il trattamento convenzionale, introdotto per primo in Francia da Charles Dubost il 29 marzo del 1951 ed immediatamente riprodotto negli Stati Uniti da Michael DeBakey ed Emerick Szilagyi, prevede la messa a piatto dell'aneurisma e la preservazione della continuità vasale mediante il confezionamento di un innesto. Si procede con accesso transperitoneale; discostati i visceri si accede al retroperitoneo ed isolata l'aorta addominale si interrompe temporaneamente il flusso di sangue mediante dei "clamp": aperta l'aorta dilatata ed asportato il trombo endoluminale si sostituisce il tratto dilatato con una protesi in gore-tex cucita sull'aorta sana. Per tale intervento è possibile utilizzare anche l'accesso extraperitoneale.
La soglia per decidere se compiere la riparazione, varia leggermente da individuo a individuo, a seconda della valutazione dei rischi e dei benefici effettuata durante la sorveglianza dell'aneurisma. La dimensione nativa dell'aorta del paziente può influenzare in questo, insieme alla presenza di comorbidità che possano aumentare il rischio operatorio o diminuire l'aspettativa di vita. L'evidenza, tuttavia, non supporta la scelta di una riparazione se la dimensione è compresa tra 4 cm e 5,5 centimetri.

#### Riparazione chirurgica a cielo aperto
La riparazione chirurgica a cielo aperto è indicata nei pazienti giovani come una procedura elettiva o nei casi di aneurisma in crescita o di grandi dimensioni o sintomatici o rotti. L'aorta deve essere clampata durante la riparazione, negando così il sangue agli organi addominali e ad alcune sezioni del midollo spinale e questo può causare una serie di complicazioni. È essenziale, quindi, che la parte critica dell'intervento sia svolta il più rapidamente possibile e perciò l'incisione chirurgica è tipicamente di ampie dimensioni per velocizzare la riparazione. Il recupero dopo questo tipo di intervento chirurgico richiede un tempo significativo: il minimo sono un paio di giorni in terapia intensiva seguiti da una settimana di ospedalizzazione e alcuni mesi per il completo recupero.

#### Riparazione endovascolare

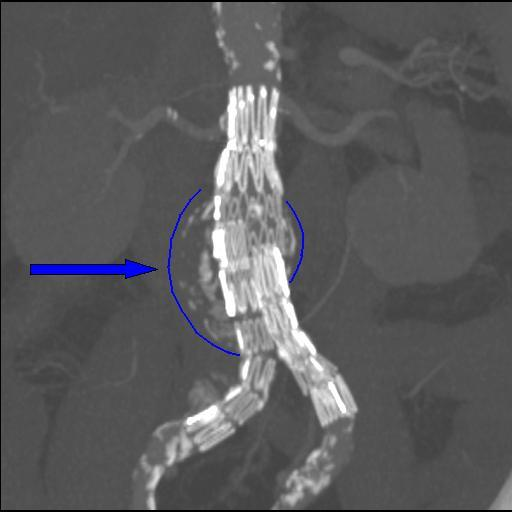
Ricostruzione tramite metodica 3D dell'aorta addominale; sono ben evidenti gli esiti del posizionamento terapeutico di stents a livello dell'aorta addominale e delle arterie iliache.

La procedura di riparazione endovascolare si è concretizzata agli inizi del 1990 ed ora (al 2015) è oramai un'alternativa consolidata alla riparazione a cielo aperto e il suo ruolo appare chiaramente definito. Essa è generalmente indicata nei più anziani, nei pazienti ad alto rischio operatorio o nei pazienti non idonei per l'intervento più invasivo. Tuttavia, l'approccio endovascolare è applicabile solo ad un gruppo di AAA a seconda della morfologia dell'aneurisma. I principali vantaggi rispetto riparazione a cielo aperto sono la minor mortalità peri-operatoria, un tempo inferiore di degenza in terapia intensiva e di ospedalizzazione ordinaria e un ritorno più svelto alla normale attività. Gli svantaggi comportano una maggior frequenza di controlli post intervento e una maggior probabilità che si rendano necessarie ulteriori procedure. Secondo gli ultimi studi, la procedura EVAR non offre alcun vantaggio in termini di sopravvivenza globale o di qualità della vita rispetto alla chirurgia a cielo aperto, anche se la mortalità correlata all'aneurisma risulta minore. Nei pazienti non idonei all'intervento aperto, la procedura endovascolare conservativa non ha mostrato alcun beneficio, ma bensì più complicazioni, più probabilità di necessitare di procedure successive e maggiori costi rispetto al solo trattamento conservativo. Il trattamento endovascolare per gli aneurismi perianastomotici in seguito a ricostruzione aorto-bisiliaco sono anch'essi una possibilità.
La chirurgia endovascolare consiste nell'incisione delle sole arterie femorali comuni a livello dell'inguine; tramite cateteri viene posizionata a livello dell'aorta addominale aneurismatica l'endoprotesi che esclude le pareti dell'aneurisma dal flusso, direzionandolo all'interno delle stesse. Una complicazione può essere il fenomeno dell'endoleak, cioè il rifornimento della sacca aneurismatica per mal posizionamento o adesione dell'endoprotesi al vaso o il rifornimento della sacca aneurismatica da parte di vasi che nascono dall'aorta stessa come l'arteria mesenterica inferiore. Lo scivolamento della protesi e il rigetto immediato sono rari.

### Rottura
In coloro che accusano una rottura dell'aneurisma dell'aorta addominale, la riparazione chirurgica immediata è l'unico trattamento per la sopravvivenza. Sembra che possono esserci dei vantaggi nel mantenere una certa ipotensione e limitare la somministrazione di fluidi per via endovenosa durante il trasporto in sala operatoria.

## Prognosi
| dimensione AAA (cm) | Tasso di crescita (cm/anno) | Rischio di rottura annuo (%) |
| ------------------- | --------------------------- | ---------------------------- |
| 3.0-3.9             | 0.39                        | 0                            |
| 4.0-4.9             | 0.36                        | 0.5-5                        |
| 5.0-5.9             | 0.43                        | 3-15                         |
| 6.0-6.9             | 0.64                        | 10-20                        |
| >=7.0               | -                           | 20-50                        |

Sebbene l'attuale standard di determinazione del rischio di rottura si riferisca al diametro massimo, è noto che anche gli AAA di dimensioni inferiori alla soglia di diametro <5,5 centimetri possono rompersi, così come quelli di diametro > 5,5 centimetri possono rimanere stabili. In uno studio è stato dimostrato che il 10-24% delle rotture di AAA avevano coinvolto aneurismi di diametro inferiore ai 5 cm. Si è anche visto che dei 473 AAA non riparati ed esaminato in autopsia, vi sono stati 118 casi di rottura, 13% delle quali con diametro inferiore ai 5 cm. Questo studio ha anche dimostrato che il 60% degli AAA maggiore di 5 cm (tra cui il 54% di quelli tra i 7.1 e 10 cm) non è mai andato incontro a rottura.
Metodi alternativi per la valutazione del rischio di rottura sono stati recentemente proposti. La maggior parte di questi approcci comportano l'analisi numerica degli AAA utilizzando una comune tecnica ingegneristica conosciuta come metodo degli elementi finiti (FEM) per determinare la distribuzione dello stress sulla parete. Recenti studi hanno dimostrato che questi calcoli correlavano il rischio di rottura soprattutto alla geometria complessiva dell'aneurisma, piuttosto che unicamente al suo diametro massimo. È altresì noto che lo stress applicato alla parte da solo non determina completamente la rottura ma questa avviene quando la sollecitazione supera la forza della parete stessa. Alla luce di ciò, la valutazione del rischio di rottura di un AAA risulta più accurato se viene considerato sia lo stress sulla parete specifico per il paziente e la forza determinata sempre sulla base dell'anatomia del paziente. Alcuni dei metodi per la valutazione del rischio di rottura di un AAA includono: stress di parete AAA; tasso di espansione AAA; grado di asimmetria; presenza di trombo endoluminale (ILT); indice di rottura potenziale (RPI); indice di rottura da analisi di elementi finiti (FEARI); fattori biomeccanici accoppiati con l'analisi al computer, crescita di ILT; parametri geometrici dell'AAA; e un metodo per determinare la crescita dell'AAA e la sua probabilità di rottura sulla base di modelli matematici.
La mortalità post-operatoria a seguito di una rottura di un AAA è lentamente diminuita nell'arco di diversi decenni, ma rimane superiore al 40%. Tuttavia, se l'AAA è riparato chirurgicamente prima che avvenga la rottura, il tasso di mortalità post-operatoria è sostanzialmente inferiore: tra circa l'1% e il 6%.